# 费城管弦乐团
费城管弦乐团（英語：Philadelphia Orchestra）是美国宾夕法尼亚州费城的一支管弦乐团，它也是美国五大管弦乐团之一。总部位于费城金梅尔艺术中心，每年在威瑞森音乐厅举办 130 多场付费音乐会。自2018年8月起马思艺(Matías Tarnopolsky)担任费城交响乐团协会总裁兼首席执行官。1973年9月，在指挥家尤金·奥曼迪的率领下，费城交响乐团首次访华，成为新中国成立后第一个访华的美国乐团。此后的半个世纪里，费城交响乐团与中国音乐界长期互动合作，与中国艺术家联袂演奏。2023年11月，费城交响乐团第13次访问中国，开展纪念乐团首次访华50周年演出交流活动。

## 历史
乐团1900年由Fritz Scheel创办并指挥。1907年Karl Pohlig上任。列奥波德·斯托科夫斯基在1912年上任，乐团自此开始成名。
1938年尤金·奥曼迪担任首席指挥。他与乐团合作超过40年，录下很多经典名盘。
接替他的是里卡多·穆蒂（1981–1992）和沃尔夫冈·萨瓦利希（1993–2002），后者有多年在慕尼黑巴伐利亚国家歌剧院担任音乐总监的经验。
而在唱片（特别是RCA）方面，乐团因为合同冲突，也会以罗宾汉·戴尔乐团（Robin Hood Dell Orchestra）演出。
2011年4月16日，乐团董事會決議申請破產保護。

## 历任音乐总监
- 弗里茨·谢尔（英语：Fritz Scheel）（1900–1907）
- 卡尔·波利格（英语：Karl Pohlig）（1908–1912）
- 利奥波德·斯托科夫斯基（1912–1938）
- 尤金·奥曼迪 (1936–1980)
- 里卡多·穆蒂 (1980–1992)
- 沃尔夫冈·萨瓦利希 (1993–2003)
- 克里斯托弗·埃申巴赫 (2003–2008)
- 夏尔·迪图瓦（2008–2012，首席指挥）
- 雅尼克·尼泽-塞冈（2012年至今）